# Indisk blåfågel
Indisk blåfågel (Irena puella) är en fågel i den lilla asiatiska familjen blåfåglar.

## Utseende
Indisk blåfågel är en helt omisskännlig 25 cm lång fågel. Hanen är gnistrande violblå på hjässa, nacke, rygg, övergump och undergump, medan resten av fjäderdräkten är svart. Hona och ungfågel är helt matt blågröna.

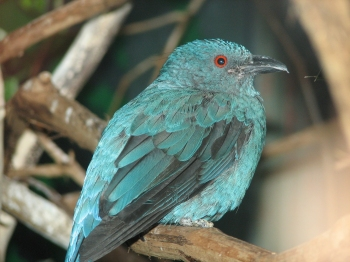
Hona
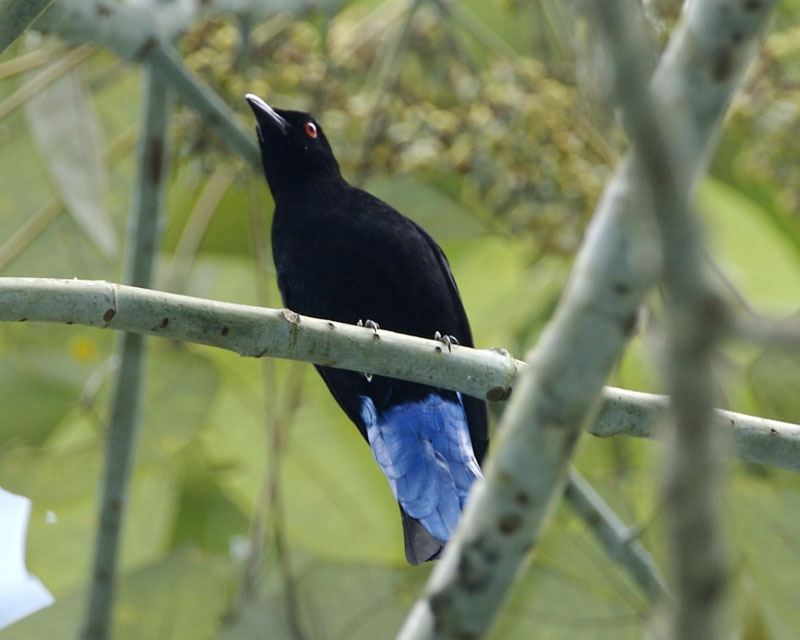
Hane

Palawanblåfågeln, tidigare och i viss mån fortfarande behandlad som underart till indisk blåfågel, är hanen kallt azurblå till turkosblå snarare än violblå och honan något mattare färgad undertill. Vidare har den mycket kortare övre och undre stjärttäckare.

## Utbredning och systematik
Indisk blåfågel delas in i sex underarter med följande utbredning:
- Irena puella puella – förekommer från nordöstra Indien och östra Nepal till Indokina
- Irena puella sikkimensis – förekommer i Västra Ghats i sydvästra Indien
- Irena puella andamanica – Andamanerna och Nikobarerna
- Irena puella malayensis – förekommer på Malackahalvön
- Irena puella crinigera – förekommer på Sumatra, Borneo och intilliggande öar
- Irena puella turcosa – förekommer på Java

Palawanblåfågeln (I. tweeddalii) behandlades tidigare som en underart till indisk blåfågel.

## Status och hot
Arten har ett stort utbredningsområde, men tros minska i antal, dock inte tillräckligt kraftigt för att den ska betraktas som hotad. Internationella naturvårdsunionen IUCN listar därför arten som livskraftig (LC).